# Liste des localités adhérant à l'association Les Plus Beaux Villages du Japon
 (novembre 2022).
La liste des localités adhérant à l'association Les Plus Beaux Villages du Japon rassemble tous les bourgs et villages membres depuis sa création en 2005.
La liste ci-dessous recense les localités adhérant à l'association Les Plus Beaux Villages du Japon.

## Liste des localités labellisées
Cette liste est à jour au 1er février 2016. Elle comprend à cette date 60 localités réparties dans 9 régions et 26 préfectures de l'archipel japonais,.

### Région de Hokkaidō

#### Préfecture de Hokkaidō
| Localité                                                                                              | Date |  | Région |
| --- | ---- |  | --- |
| Akaigawa                                                                                              | 2011 |  | Hokkaidō \| Mer du Japon Tokyo Akaigawa Biei Esashi Kuromatsunai Kyōgoku Shibetsu Takikawa Tsurui Océan Pacifique \| |
| Biei                                                                                                  | 2005 |  | Hokkaidō \| Mer du Japon Tokyo Akaigawa Biei Esashi Kuromatsunai Kyōgoku Shibetsu Takikawa Tsurui Océan Pacifique \| |
| Esashi                                                                                                | 2015 |  | Hokkaidō \| Mer du Japon Tokyo Akaigawa Biei Esashi Kuromatsunai Kyōgoku Shibetsu Takikawa Tsurui Océan Pacifique \| |
| Kuromatsunai                                                                                          | 2011 |  | Hokkaidō \| Mer du Japon Tokyo Akaigawa Biei Esashi Kuromatsunai Kyōgoku Shibetsu Takikawa Tsurui Océan Pacifique \| |
| Kyōgoku                                                                                               | 2008 |  | Hokkaidō \| Mer du Japon Tokyo Akaigawa Biei Esashi Kuromatsunai Kyōgoku Shibetsu Takikawa Tsurui Océan Pacifique \| |
| Shibetsu                                                                                              | 2007 |  | Hokkaidō \| Mer du Japon Tokyo Akaigawa Biei Esashi Kuromatsunai Kyōgoku Shibetsu Takikawa Tsurui Océan Pacifique \| |
| Takikawa (Ebeotsu)                                                                                    | 2015 |  | Hokkaidō \| Mer du Japon Tokyo Akaigawa Biei Esashi Kuromatsunai Kyōgoku Shibetsu Takikawa Tsurui Océan Pacifique \| |
| Tsurui                                                                                                | 2008 |  | Hokkaidō \| Mer du Japon Tokyo Akaigawa Biei Esashi Kuromatsunai Kyōgoku Shibetsu Takikawa Tsurui Océan Pacifique \| |
| Mer du Japon Tokyo Akaigawa Biei Esashi Kuromatsunai Kyōgoku Shibetsu Takikawa Tsurui Océan Pacifique |      |  | |

### Région de Tōhoku

#### Préfecture d'Akita
| Localité                                                | Date |  | Région                                                                                   |
| ------------------------------------------------------- | ---- |  | ---------------------------------------------------------------------------------------- |
| Higashinaruse                                           | 2009 |  | Tōhoku (préfecture d'Akita)\| Mer du Japon Tokyo Higashinaruse Kosaka Océan Pacifique \| |
| Kosaka                                                  | 2009 |  | Tōhoku (préfecture d'Akita)\| Mer du Japon Tokyo Higashinaruse Kosaka Océan Pacifique \| |
| Mer du Japon Tokyo Higashinaruse Kosaka Océan Pacifique |      |  |                                                                                          |

#### Préfecture d'Aomori
| Localité | Date |  | Région                                  |
| -------- | ---- |  | --------------------------------------- |
| Takko    | 2015 |  | Tōhoku (préfecture d'Aomori)\| Takko \| |
| Takko    |      |  | Tōhoku (préfecture d'Aomori)\| Takko \| |

#### Préfecture de Yamagata
| Localité                                      | Date |  | Région                                                                             |
| --------------------------------------------- | ---- |  | ---------------------------------------------------------------------------------- |
| Iide                                          | 2008 |  | Tōhoku (préfecture de Yamagata)\| Mer du Japon Tokyo Iide Ōkura Océan Pacifique \| |
| Ōkura                                         | 2009 |  | Tōhoku (préfecture de Yamagata)\| Mer du Japon Tokyo Iide Ōkura Océan Pacifique \| |
| Mer du Japon Tokyo Iide Ōkura Océan Pacifique |      |  |                                                                                    |

#### Préfecture de Fukushima
| Localité                                                             | Date |  | Région |
| -------------------------------------------------------------------- | ---- |  | --- |
| Iitate                                                               | 2010 |  | Tōhoku (préfecture de Fukushima)\| Mer du Japon Tokyo Iitate Kitashiobara Mishima Ōtama Océan Pacifique \| |
| Kitashiobara                                                         | 2010 |  | Tōhoku (préfecture de Fukushima)\| Mer du Japon Tokyo Iitate Kitashiobara Mishima Ōtama Océan Pacifique \| |
| Mishima                                                              | 2012 |  | Tōhoku (préfecture de Fukushima)\| Mer du Japon Tokyo Iitate Kitashiobara Mishima Ōtama Océan Pacifique \| |
| Ōtama                                                                | 2014 |  | Tōhoku (préfecture de Fukushima)\| Mer du Japon Tokyo Iitate Kitashiobara Mishima Ōtama Océan Pacifique \| |
| Mer du Japon Tokyo Iitate Kitashiobara Mishima Ōtama Océan Pacifique |      |  | |

### Région de Kantō

#### Préfecture de Tochigi
| Localité                                    | Date |  | Région                                                                         |
| ------------------------------------------- | ---- |  | ------------------------------------------------------------------------------ |
| Nakagawa                                    | 2013 |  | Kantō (préfecture de Tochigi)\| Mer du Japon Tokyo Nakagawa Océan Pacifique \| |
| Mer du Japon Tokyo Nakagawa Océan Pacifique |      |  |                                                                                |

#### Préfecture de Gunma
| Localité                                                                  | Date |  | Région                                                                                       |
| ------------------------------------------------------------------------- | ---- |  | -------------------------------------------------------------------------------------------- |
| Nakanojō (Isama)                                                          | 2009 |  | Kantō (Gunma)\| Mer du Japon Tokyo Nakanojō (Isama) Nakanojō (Kuni) Shōwa Océan Pacifique \| |
| Nakanojō (Kuni)                                                           | 2011 |  | Kantō (Gunma)\| Mer du Japon Tokyo Nakanojō (Isama) Nakanojō (Kuni) Shōwa Océan Pacifique \| |
| Shōwa                                                                     | 2009 |  | Kantō (Gunma)\| Mer du Japon Tokyo Nakanojō (Isama) Nakanojō (Kuni) Shōwa Océan Pacifique \| |
| Mer du Japon Tokyo Nakanojō (Isama) Nakanojō (Kuni) Shōwa Océan Pacifique |      |  |                                                                                              |

### Région du Chūbu

#### Préfecture de Yamanashi
| Localité                                          | Date |  | Région                                                                                 |
| ------------------------------------------------- | ---- |  | -------------------------------------------------------------------------------------- |
| Dōshi                                             | 2012 |  | Chūbu (préfecture de Yamanashi)\| Mer du Japon Tokyo Dōshi Hayakawa Océan Pacifique \| |
| Hayakawa                                          | 2009 |  | Chūbu (préfecture de Yamanashi)\| Mer du Japon Tokyo Dōshi Hayakawa Océan Pacifique \| |
| Mer du Japon Tokyo Dōshi Hayakawa Océan Pacifique |      |  |                                                                                        |

#### Préfecture de Nagano
| Localité                                                                                     | Date |  | Région |
| -------------------------------------------------------------------------------------------- | ---- |  | --- |
| Hara                                                                                         | 2015 |  | Chūbu (préfecture de Nagano)\| Mer du Japon Tokyo Hara Ikeda Ina Kiso Nagiso Nakagawa Ogawa Ōshika Takayama Océan Pacifique \| |
| Ikeda                                                                                        | 2009 |  | Chūbu (préfecture de Nagano)\| Mer du Japon Tokyo Hara Ikeda Ina Kiso Nagiso Nakagawa Ogawa Ōshika Takayama Océan Pacifique \| |
| Ina (Takatō)                                                                                 | 2015 |  | Chūbu (préfecture de Nagano)\| Mer du Japon Tokyo Hara Ikeda Ina Kiso Nagiso Nakagawa Ogawa Ōshika Takayama Océan Pacifique \| |
| Kiso                                                                                         | 2006 |  | Chūbu (préfecture de Nagano)\| Mer du Japon Tokyo Hara Ikeda Ina Kiso Nagiso Nakagawa Ogawa Ōshika Takayama Océan Pacifique \| |
| Nagiso                                                                                       | 2008 |  | Chūbu (préfecture de Nagano)\| Mer du Japon Tokyo Hara Ikeda Ina Kiso Nagiso Nakagawa Ogawa Ōshika Takayama Océan Pacifique \| |
| Nakagawa                                                                                     | 2008 |  | Chūbu (préfecture de Nagano)\| Mer du Japon Tokyo Hara Ikeda Ina Kiso Nagiso Nakagawa Ogawa Ōshika Takayama Océan Pacifique \| |
| Ogawa                                                                                        | 2009 |  | Chūbu (préfecture de Nagano)\| Mer du Japon Tokyo Hara Ikeda Ina Kiso Nagiso Nakagawa Ogawa Ōshika Takayama Océan Pacifique \| |
| Ōshika                                                                                       | 2005 |  | Chūbu (préfecture de Nagano)\| Mer du Japon Tokyo Hara Ikeda Ina Kiso Nagiso Nakagawa Ogawa Ōshika Takayama Océan Pacifique \| |
| Takayama                                                                                     | 2010 |  | Chūbu (préfecture de Nagano)\| Mer du Japon Tokyo Hara Ikeda Ina Kiso Nagiso Nakagawa Ogawa Ōshika Takayama Océan Pacifique \| |
| Mer du Japon Tokyo Hara Ikeda Ina Kiso Nagiso Nakagawa Ogawa Ōshika Takayama Océan Pacifique |      |  | |

#### Préfecture de Shizuoka
| Localité                                               | Date |  | Région                                                                                     |
| ------------------------------------------------------ | ---- |  | ------------------------------------------------------------------------------------------ |
| Kawanehon                                              | 2015 |  | Chūbu (préfecture de Shizuoka)\| Mer du Japon Tokyo Kawanehon Matsuzaki Océan Pacifique \| |
| Matsuzaki                                              | 2013 |  | Chūbu (préfecture de Shizuoka)\| Mer du Japon Tokyo Kawanehon Matsuzaki Océan Pacifique \| |
| Mer du Japon Tokyo Kawanehon Matsuzaki Océan Pacifique |      |  |                                                                                            |

#### Préfecture de Gifu
| Localité                                                 | Date |  | Région                                                                                   |
| -------------------------------------------------------- | ---- |  | ---------------------------------------------------------------------------------------- |
| Higashishirakawa                                         | 2011 |  | Chūbu (préfecture de Gifu)\| Mer du Japon Tokyo Higashishirakawa Maze Océan Pacifique \| |
| Maze                                                     | 2007 |  | Chūbu (préfecture de Gifu)\| Mer du Japon Tokyo Higashishirakawa Maze Océan Pacifique \| |
| Mer du Japon Tokyo Higashishirakawa Maze Océan Pacifique |      |  |                                                                                          |

### Région du Kansai

#### Préfecture de Kyōto
| Localité                                      | Date |  | Région                                                                          |
| --------------------------------------------- | ---- |  | ------------------------------------------------------------------------------- |
| Ine                                           | 2008 |  | Kansai (préfecture de Kyoto)\| Mer du Japon Tokyo Ine Wazuka Océan Pacifique \| |
| Wazuka                                        | 2013 |  | Kansai (préfecture de Kyoto)\| Mer du Japon Tokyo Ine Wazuka Océan Pacifique \| |
| Mer du Japon Tokyo Ine Wazuka Océan Pacifique |      |  |                                                                                 |

#### Préfecture de Hyōgo
| Localité                                 | Date |  | Région                                                                     |
| ---------------------------------------- | ---- |  | -------------------------------------------------------------------------- |
| Ojiro                                    | 2012 |  | Kansai (préfecture de Hyōgo)\| Mer du Japon Tokyo Ojiro Océan Pacifique \| |
| Mer du Japon Tokyo Ojiro Océan Pacifique |      |  |                                                                            |

#### Préfecture de Nara
| Localité                                                  | Date |  | Région                                                                                     |
| --------------------------------------------------------- | ---- |  | ------------------------------------------------------------------------------------------ |
| Soni                                                      | 2009 |  | Kansai (préfecture de Nara)\| Mer du Japon Tokyo Soni Totsukawa Yoshino Océan Pacifique \| |
| Totsukawa                                                 | 2010 |  | Kansai (préfecture de Nara)\| Mer du Japon Tokyo Soni Totsukawa Yoshino Océan Pacifique \| |
| Yoshino                                                   | 2012 |  | Kansai (préfecture de Nara)\| Mer du Japon Tokyo Soni Totsukawa Yoshino Océan Pacifique \| |
| Mer du Japon Tokyo Soni Totsukawa Yoshino Océan Pacifique |      |  |                                                                                            |

### Région de Chūgoku

#### Préfecture d'Okayama
| Localité                                  | Date |  | Région                                                                        |
| ----------------------------------------- | ---- |  | ----------------------------------------------------------------------------- |
| Shinjō                                    | 2009 |  | Chūgoku (préfecture d'Okayama)\| Mer du Japon Tokyo Shinjō Océan Pacifique \| |
| Mer du Japon Tokyo Shinjō Océan Pacifique |      |  |                                                                               |

#### Préfecture de Tottori
| Localité                                 | Date |  | Région                                                                        |
| ---------------------------------------- | ---- |  | ----------------------------------------------------------------------------- |
| Chizu                                    | 2010 |  | Chūgoku (préfecture de Tottori)\| Mer du Japon Tokyo Chizu Océan Pacifique \| |
| Mer du Japon Tokyo Chizu Océan Pacifique |      |  |                                                                               |

### Région de Shikoku

#### Préfecture de Tokushima
| Localité                                     | Date |  | Région                                                                              |
| -------------------------------------------- | ---- |  | ----------------------------------------------------------------------------------- |
| Kamikatsu                                    | 2008 |  | Shikoku (préfecture de Tokushima)\| Mer du Japon Tokyo Kamikatsu Océan Pacifique \| |
| Mer du Japon Tokyo Kamikatsu Océan Pacifique |      |  |                                                                                     |

#### Préfecture d'Ehime
| Localité                                    | Date |  | Région                                                                        |
| ------------------------------------------- | ---- |  | ----------------------------------------------------------------------------- |
| Kamijima                                    | 2009 |  | Shikoku (préfecture d'Ehime)\| Mer du Japon Tokyo Kamijima Océan Pacifique \| |
| Mer du Japon Tokyo Kamijima Océan Pacifique |      |  |                                                                               |

#### Préfecture de Kōchi
| Localité                                          | Date |  | Région                                                                               |
| ------------------------------------------------- | ---- |  | ------------------------------------------------------------------------------------ |
| Motoyama                                          | 2011 |  | Shikoku (préfecture de Kōchi)\| Mer du Japon Tokyo Motoyama Umaji Océan Pacifique \| |
| Umaji                                             | 2008 |  | Shikoku (préfecture de Kōchi)\| Mer du Japon Tokyo Motoyama Umaji Océan Pacifique \| |
| Mer du Japon Tokyo Motoyama Umaji Océan Pacifique |      |  |                                                                                      |

### Région de Kyūshū

#### Préfecture de Fukuoka
| Localité                                        | Date |  | Région                                                                              |
| ----------------------------------------------- | ---- |  | ----------------------------------------------------------------------------------- |
| Hoshino                                         | 2009 |  | Kyūshū (préfecture de Fukuoka)\| Mer du Japon Tokyo Hoshino Tōhō Océan Pacifique \| |
| Tōhō                                            | 2012 |  | Kyūshū (préfecture de Fukuoka)\| Mer du Japon Tokyo Hoshino Tōhō Océan Pacifique \| |
| Mer du Japon Tokyo Hoshino Tōhō Océan Pacifique |      |  |                                                                                     |

#### Préfecture de Nagasaki
| Localité                                 | Date |  | Région                                                                        |
| ---------------------------------------- | ---- |  | ----------------------------------------------------------------------------- |
| Ojika                                    | 2009 |  | Kyūshū (préfecture de Nagasaki)\| Mer du Japon Tokyo Ojika Océan Pacifique \| |
| Mer du Japon Tokyo Ojika Océan Pacifique |      |  |                                                                               |

#### Préfecture de Kumamoto
| Localité                                                     | Date |  | Région                                                                                            |
| ------------------------------------------------------------ | ---- |  | ------------------------------------------------------------------------------------------------- |
| Kuma                                                         | 2013 |  | Kyūshū (préfecture de Kumamoto)\| Mer du Japon Tokyo Kuma Minamioguni Takamori Océan Pacifique \| |
| Minamioguni                                                  | 2005 |  | Kyūshū (préfecture de Kumamoto)\| Mer du Japon Tokyo Kuma Minamioguni Takamori Océan Pacifique \| |
| Takamori                                                     | 2013 |  | Kyūshū (préfecture de Kumamoto)\| Mer du Japon Tokyo Kuma Minamioguni Takamori Océan Pacifique \| |
| Mer du Japon Tokyo Kuma Minamioguni Takamori Océan Pacifique |      |  |                                                                                                   |

#### Préfecture d'Ōita
| Localité                                     | Date |  | Région                                                                       |
| -------------------------------------------- | ---- |  | ---------------------------------------------------------------------------- |
| Tsukahara                                    | 2011 |  | Kyūshū (préfecture d'Ōita)\| Mer du Japon Tokyo Tsukahara Océan Pacifique \| |
| Mer du Japon Tokyo Tsukahara Océan Pacifique |      |  |                                                                              |

#### Préfecture de Miyazaki
| Localité                                               | Date |  | Région                                                                                      |
| ------------------------------------------------------ | ---- |  | ------------------------------------------------------------------------------------------- |
| Aya                                                    | 2009 |  | Kyūshū (préfecture de Miyazaki)\| Mer du Japon Tokyo Aya Shiiba Takaharu Océan Pacifique \| |
| Shiiba                                                 | 2014 |  | Kyūshū (préfecture de Miyazaki)\| Mer du Japon Tokyo Aya Shiiba Takaharu Océan Pacifique \| |
| Takaharu                                               | 2006 |  | Kyūshū (préfecture de Miyazaki)\| Mer du Japon Tokyo Aya Shiiba Takaharu Océan Pacifique \| |
| Mer du Japon Tokyo Aya Shiiba Takaharu Océan Pacifique |      |  |                                                                                             |

#### Préfecture de Kagoshima
| Localité                                 | Date |  | Région                                                                         |
| ---------------------------------------- | ---- |  | ------------------------------------------------------------------------------ |
| Kikai                                    | 2009 |  | Kyūshū (préfecture de Kagoshima)\| Mer du Japon Tokyo Kikai Océan Pacifique \| |
| Mer du Japon Tokyo Kikai Océan Pacifique |      |  |                                                                                |

### Région d'Okinawa

#### Préfecture d'Okinawa
| Localité                                  | Date |  | Région                                                 |
| ----------------------------------------- | ---- |  | ------------------------------------------------------ |
| Tarama                                    | 2010 |  | Okinawa\| Mer du Japon Tokyo Tarama Océan Pacifique \| |
| Mer du Japon Tokyo Tarama Océan Pacifique |      |  |                                                        |

## Anciennes communes labellisées
Le 31 mars 2014, le village de Shirakawa (préfecture de Gifu), adhérent depuis 2005, annonce son retrait de l'association, invoquant des raisons financières.

### Région du Chūbu

#### Préfecture de Gifu
| Localité                                     | Dates     |  | Région                                                                       |
| -------------------------------------------- | --------- |  | ---------------------------------------------------------------------------- |
| Shirakawa                                    | 2006-2014 |  | Chūbu (préfecture de Gifu)\| Mer du Japon Tokyo Shirakawa Océan Pacifique \| |
| Mer du Japon Tokyo Shirakawa Océan Pacifique |           |  |                                                                              |